# Sant Martí de Canavelles
Sant Martí de Canavelles és l'església parroquial del poble nord-català de Canavelles, a la comuna del mateix nom, de la comarca del Conflent.
Està situada a l'extrem nord del nucli urbà de Canavelles, a prop al nord de la Casa de la Vila.

## Història
Tot el terme de Canavelles està documentat des del segle IX primer com a possessió de Sant Andreu d'Eixalada i després del 878, any de la destrucció d'aquell monestir, de Sant Miquel de Cuixà. Pertanyia al cambrer del monestir. Es tenen poques notícies de l'església, però: una a començaments del segle xi, i una altra del XIII, quan apareix entre les esglésies del deganat del Conflent.

## L'edifici
És una església de nau única capçada a llevant per un absis semicircular, coberta amb volta de canó apuntada. Entre la nau i la capçalera hi ha un tram de cor curt, cobert amb volta de punt rodó. Al centre de l'absis hi ha una finestra de doble esqueixada. N'hi havia una altra a la façana meridional, que fou tapiada quan van construir un porxo damunt de la porta, que és d'arc de mig punt, amb dues arquivoltes i sense timpà.
L'aparell de la nau és d'esquist, llevat d'una part superior de maçoneria que fa veure que l'església es construí en dues etapes, inicialment del segle xi, amb una reconstrucció del xii, quan se substituí la coberta primitiva de fusta per la de pedra que es conserva actualment. A migdia, al lloc d'unió de la nau amb l'absis, hi ha un campanar de planta quadrada, que correspon a la darrera etaa constructiva, del segle xiii.
A l'interior es conserva una pica baptismal de granit, amb una decoració senzilla, possiblement del segle xiii. En aquesta església hi havia hagut una marededéu romànica, ara desapareguda, de la qual es conserven fotografies del 1970, any en què estava en molt mal estat.